# Hooghoudts formel

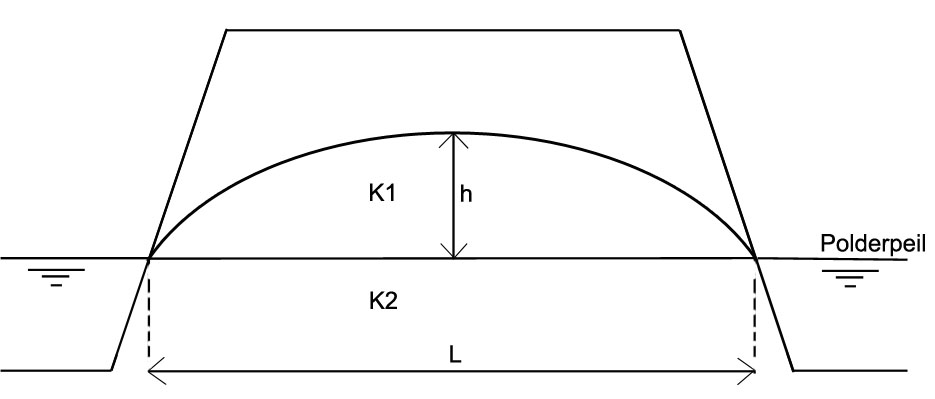
Illustration av de variabler som ingår i Hooghoudts formel.

Hooghoudts formel används inom hydrologin för att beräkna ett lämpligt dikesavstånd. Lämpligt dikesavstånd bestäms främst av markens vattengenomsläpplighet och det dimensionerande flödet. Dikningen syftar till att hålla grundvattenytan mellan grenledningarna, den så kallade grundvattenbågen, nere för att slippa olägenheter som syrgasbrist, ojämn upptorkning och dålig bärighet.
Formeln publicerades 1940 av den nederländske hydrologen S.B. Hooghoudt (1901-1953).
Formeln lyder:
{\displaystyle L^{2}={\dfrac {8k_{2}hd}{q_{H}}}+{\dfrac {4k_{1}h^{2}}{q_{H}}}}
{\displaystyle h=z_{d}-a}
{\displaystyle D=f(L,D)}
Där:
L  = Ledningsavstånd (m).
h  = grundvattenbågens högsta höjd över den nivå där ledningen ligger.
zd = dräneringsdjup (m).
a  = Minsta tillåtna avstånd mellan grundvattenbågen och markytan (m).
d  = Strömningseffektiv tjocklek mellan ledningsnivån och barriärlagrets överyta.
D  = Hela tjockleken av lagret mellan ledningsnivån och barriärlagret.
qH = Dimensionerade vattentillförseln (m/dygn).
k1  = Genomsläpplighetstal för marken ovanför ledningsnivån (m/dygn).
k2 = Genomsläpplighetstal för marken mellan ledningsnivån och barriärlagret (m/dygn).